# Aidanosagitta meenakshiae
Aidanosagitta meenakshiae is een soort in de taxonomische indeling van de pijlwormen (Chaetognatha). 
De worm behoort tot het geslacht Aidanosagitta en behoort tot de familie Sagittidae. De wetenschappelijke naam van de soort werd voor het eerst geldig gepubliceerd in 2008 door Nair, Panampunnayil, Pillai & Gireesh.